# Coleophora angustiorella
Coleophora angustiorella é uma espécie de mariposa do gênero Coleophora, pertencente à família Coleophoridae. Pode ser encontrada em países do sul da Europa, como Croácia, Itália e Macedônia do Norte, Turquia e Armênia.
O comprimento das asas anteriores é de 4 a 4,5 milímetros (0,16 a 0,18 pol.). Os adultos voam no final da primavera.